# Ilhéu do Sul
O ilhéu do Sul é um ilhéu nas Ilhas Selvagens, Região Autónoma da Madeira, Portugal.